# Midnight (닥터 후)
"Midnight" (KBS 더빙판: 미드나이트)는 영국의 SF 드라마 닥터 후 뉴 시즌 4의 열 번째 에피소드이다. 2008년 6월 14일 BBC One에서 처음 방송되었다.
이 에피소드에서는 미드나이트 행성의 표면을 돌아보는 조그마한 관광 우주선에서 벌어지는 이야기를 다루고 있다. 우주선의 운전사와 정비공이 행성 표면에서 정체불명의 무언가를 목격하고, 곧이어 큰 소리가 나더니 조종실이 통째로 뜯겨 나가 고립되고 만다. 우주선에 탄 닥터와 승객들이 혼란에 빠진 가운데, 눈에 보이지 않는 무언가가 승객 중 한 명인 스카이 실베스트리(레슬리 샤프)를 홀려, 승객들의 말을 곧잘 따라하는 이상한 행동을 보이기 시작한다.
이번 에피소드는 10대 닥터(데이비드 테넌트 분)가 거의 혼자서 활약하는 에피소드로, 닥터의 동행자인 도나 노블(캐서린 테이트 분)은 에피소드 시작부와 결말부에서만 조금 출연하였다. 이 때문에 스티븐 제임스 워커는 이 에피소드를 "동행자 부재 에피소드" (companion-lite)라 평가하기도 했다.

## 줄거리
10대 닥터와 도나 노블은 휴양 리조트로 개발된 '미드나이트(Midnight)' 행성을 찾아간다. 행성의 표면은 별에서 나오는 치명적인 방사선으로 가득 차 있었다. 닥터는 사파이어로 된 폭포를 구경하러 가기 위해 셔틀 투어에 나서기로 한다. 도나에게도 같이 가자고 권해 보지만, 스파가 더 편하다는 말에 어쩔 수 없이 닥터 혼자 떠난다.
승객들이 즐거운 시간을 보내던 그때 우주선 셔틀이 갑자기 멈춘다. 닥터는 조종실로 들어가 조종사 조와 정비공 클로드와 만나 무슨 상황인지 알아본다. 모든 시스템이 정상 작동하는데 움직이지 않는다는 사실을 확인한 닥터는 문제의 원인 파악을 위해 조종실의 방사선 차폐막을 잠깐 열어달라고 요청한다. 아름다운 행성 표면을 구경한 뒤 위험수치에 이르기 전에 차폐막을 닫으려던 그때, 클로드가 바깥에서 무언가 움직이는 것을 봤다고 소리친다. 여전히 우주선이 움직이질 않자 조는 구조대를 요청하지만, 도착하기까지 시간이 걸리는 상황이었다.
닥터가 객실로 돌아간 그때, 갑자기 셔틀 벽면을 쿵쿵 두드리는 소리가 들린다. 승무원과 온 승객이 놀란 가운데 쿵쿵 소리는 점점 커지고, 소리가 들리는 위치가 조금씩 움직이더니 승객 중 한 명인 스카이 쪽으로 향한다. 공황 상태에 빠진 스카이가 비명을 지르자, 셔틀이 무언가와 충돌한 듯 격렬하게 흔들린다. 움직임이 잦아들자 승무원은 조와 클로드가 무사한지 확인하려고 조종실 문을 열었으나, 조종실은 뜯겨나간 상태였다.
그 와중에 닥터와 다른 승객들은 스카이가 이상한 행동을 시작하는 것을 발견한다. 스카이는 승객들을 무섭게 노려보면서 승객들이 하는 말을 전부 곧바로 따라하고 있었다. 다른 승객들은 스카이가 외부의 무언가에게 홀렸다고 생각하고 혼란에 빠진다. 이윽고 스카이가 승객들의 말을 동시에 따라하기 시작하면서, 승객들은 불안의 극치에 달한다. 결국 스카이를 셔틀 밖으로 던져버리자는 주장까지 나오고, 닥터가 그것만은 안된다고 항변하자 이제는 닥터가 수상하다며 함께 던져버리겠다고 위협한다. 설상가상으로 스카이는 닥터의 말만 반복하기 시작한다.
닥터는 스카이에게 다가가 대화를 나눈다. 그런데 어느 순간부터 스카이가 닥터보다 먼저 말하기 시작하고, 닥터가 스카이의 말을 따라한다. 꼼짝도 못하게 된 닥터를 본 다른 승객들은 조금 전 스카이를 홀렸던 무언가가 이제는 닥터에게 옮겨 갔다고 믿게 된다. 스카이는 어색한 말투로 승객들에게 자신이 정상으로 돌아왔고, 닥터에게 모두 옮겨갔으니 그를 셔틀 밖으로 내보내야 한다는 주장을 펼친다. 승객들이 힘을 합쳐 닥터를 셔틀 문 쪽으로 끌어당기기 시작한다. 그때 승무원은 스카이가 닥터의 특이한 말버릇을 따라하는 것을 보고, 스카이가 여전히 홀려 있는 상태라는 것을 깨닫는다. 이에 본인이 스카이를 붙잡고 셔틀 밖으로 함께 뛰어내린다.
승무원의 희생으로 닥터는 다시 자유의 몸이 된다. 구조를 기다리는 사이 승무원의 이름이 뭐였냐는 닥터의 질문에 아무도 모르고 있었다. 이후 구조대가 도착하여 닥터는 리조트로 돌아가 도나에게 자신이 겪은 일을 들려준다.

### 다른 에피소드와의 연관성
셔틀에 탄 승객 가운데 호브스 교수의 조수로 '디디'라는 여성 연구원이 등장한다. 디디 블래스코는 교수에게 사라진 달 '푸시' (Poosh)에 관한 논문을 썼다는 이야기를 한다. 다른 장면에서 닥터는 메두사 폭포를 언급하고, 셔틀 내 안내화면에 로즈 타일러가 잠시 나타나는 연출도 있다. 이들은 모두 시즌 4의 주요 떡밥에 관한 언급이다. 로즈 타일러는 시즌 4 마지막화 "The Stolen Earth" / "Journey's End"에서 푸시를 비롯한 사라진 행성과 함께 재등장한다.

디디와 닥터는 크리스티나 로제티의 시 도깨비 시장의 한 구절을 인용한다.
"도깨비 사내들을 봐서는 안돼,
도깨비 과일을 사서도 안돼.
도깨비의 배고프고 목마른 뿌리가

어떤 땅에 자랐을지 누가 알겠어?"
우주선 셔틀의 엔터테인먼트 시스템이 소개될 때 삽입된 곡은 라파엘라 카라의 "Do It, Do It Again"이다.

## 제작
"Midnight"는 뉴 시즌이 시작된 지 50번째에 달하는 에피소드로, "Turn Left"와 함께 촬영되었다. 이번 에피소드에서 도나 노블은 거의 등장하지 않으며(오프닝 이전 시퀀스와 마지막 장면), 반대로 다음화인 "Turn Left"에서는 닥터가 거의 등장하지 않는다.
각본을 맡은 러셀 T 데이비스는 "Midnight"가 스타 트렉: 더 넥스트 제너레이션의 에피소드 "Darmok"에서 영감을 받았다고 밝혔다.

### 캐스트 노트
홉스 교수 역에는 원래 샘 켈리가 캐스팅될 예정이었으나 다리가 부러지는 부상을 당하는 바람에 데이비드 트라우턴으로 급히 교체되었다. 당시 트라우턴은 촬영 개시 단 이틀 전에 카디프로 건너가 제작진과 합류했다고 한다. 데이비드 트라우턴은 2대 닥터의 배우였던 패트릭 트라우턴의 아들로도 알려져 있으며, RSC 소속으로 공연계 활동과 TV 출연을 이어가고 있다. 사실 데이비드 트라우턴은 1960년대부터 닥터 후에 출연해 왔는데, 2대 닥터 시절 에피소드인 <The Enemy of the World>에서 무신론자 엑스트라로, <The War Games>에서 무어 이병 역으로, 3대 닥터 시절 에피소드인 <The Curse of Peladon>에서는 펠라돈 왕 역으로 출연했다. 이 밖에도 닥터후 오디오 드라마에도 여러 차례 출연한 경력이 있다. 한편 이번 에피소드의 감독을 맡은 앨리스 트라우턴과는 가족관계가 아니다.
비프 케인 역의 대니얼 라이언은 2006년 인터뷰에서 러셀 T 데이비스에게 닥터 후에 출연할 기회를 요청할 것이라고 밝힌 바 있다. 라이언은 데이비스가 제작한 드라마 밥 앤 로즈에서 조연으로 출연한 바 있으며, 드라마 린다 그린에서 러셀이 각본을 맡은 에피소드에서도 출연한 적이 있다.

## 방송 및 수신
"Midnight"은 첫 방송 당시 영국에서 805만 명이 시청하였으며 전체 TV 시청자의 38%에 달한 동시에, 금주 최고 시청률 5위를 기록했다. 이 에피소드의 시청지수는 86점 ('우수')으로 집계됐다.
이 에피소드는 영국의 전국지로부터 수많은 평가를 받았다. 가디언지의 TV 평론가 샘 월러스톤은 이 에피소드가 "훌륭하다... 긴장과 밀폐공포증 그 자체. 여러분을 갉아먹을 것"이란 평을 내렸다. 작중 모든 행동이 보이지 않는 적을 대상으로 하고, 또 밀폐된 공간 내에서 일어났다는 점을 높이 평가하며, "이것은 본격적인 공포라기보다 심리극이다. 특수효과 괴물로부터 느끼는 공포가 아니라, 소름돋고 알 수 없는 부류의 공포다"라고 호평했다. 라디오 타임스의 윌리엄 갤러거는 이번 에피소드에 대해 대체로 긍정적이었지만 "문제가 해결되기 전에 한 박자만 더, 한 발자국만 더 나아갔더라면 좋았을 것 같다. 무엇이 빠졌는지는 말할 수는 없지만 그 모험에서 한 단계만 있었으면 싶다"며 아쉬움을 표했다. 타임스지의 평론가 앤드루 빌런은 러셀 T 데이비스가 특수효과와 추격전을 포기하고 대화를 택한 것은 좋지만 "연습용 대사가 너무 많아서 정말 무섭다고 느꼈다"고 지적, 2008년 시즌이 "성공할라치면 실패하는" 방식을 이번 에피소드가 예시로 보여주고 있다고 혹평했다. 다만 빌런은 밀폐공포증으로 가득한 작중 분위기와 더불어, 닥터 후가 "다양성을 두려워하는 것"이 아니라 "반복을 두려워하는 것"을 보여주었다는 점에서는 호평했다.
IGN의 트래비스 피켓은 이번 에피소드에 10점 만점에 8.6점을 매기면서 이전화의 복잡하고 감성적인 2부작 이야기로부터 "멋진 호흡 변화"를 보였다고 밝혔다. 이번 에피소드에서 가장 성공적인 부분은 작중 생명체라 보았으며, 타이트한 각본과 각기 다른 승객들을 충분히 인지하게 만든 점에 대해서도 호평했다. 2010년 IGN의 맷 웨일스 기자는 데이비드 테넌트가 출연한 에피소드 가운데 "Midnight"을 2위로 선정하였다. 잽투잇의 샘 맥퍼슨은 최고의 10대 닥터 에피소드 가운데 3위로 선정하였다.
2016년에는 연극으로도 각색되었는데 제목은 '닥터 후의 미드나이트' (Doctor Who 's Midnight)였다.